# Lorenzo Antonetti
Lorenzo Antonetti (ur. 31 lipca 1922 w Romagnano Sesia, zm. 10 kwietnia 2013 w Novarze) – włoski duchowny katolicki, dyplomata watykański, wysoki urzędnik Kurii Rzymskiej, kardynał.

## Życiorys
Studiował w seminarium w Novarze, tamże przyjął święcenia kapłańskie 26 maja 1945. Pracował krótko jako duszpasterz w rodzinnej diecezji Novara, w 1947 wyjechał na dalsze studia do Rzymu. Kształcił się w Almo Collegio Capranica, na Papieskim Athenaeum Angelicum (obronił doktorat z teologii) i na Papieskim Uniwersytecie Gregoriańskim (obronił doktorat z prawa kanonicznego). Uzyskał również przygotowanie do pracy w dyplomacji watykańskiej w Papieskiej Akademii Duchownej w Rzymie i w 1951 został członkiem personelu Sekretariatu Stanu. W latach 1952–1955 był attaché i sekretarzem w nuncjaturze w Libanie, 1956–1959 sekretarzem w nuncjaturze w Wenezueli. Otrzymał w lipcu 1952 tytuł nadzwyczajnego tajnego szambelana papieskiego. W latach 1959–1963 pracował jako urzędnik sekcji spraw nadzwyczajnych Sekretariatu Stanu, następnie ponownie przebywał na placówkach zagranicznych - był radcą w nuncjaturze we Francji (1963-1967) i radcą w delegaturze apostolskiej w USA (1968). 18 lipca 1964 został obdarzony tytułem papieskiego prałata domowego.
23 lutego 1968 został mianowany arcybiskupem tytularnym Rusellae i nuncjuszem w Hondurasie i Nikaragui; odebrał sakrę biskupią 12 maja 1968 w rodzinnym Romagnano Sesia z rąk kardynała Amleto Cicognaniego (sekretarza stanu). W czerwcu 1973 został przeniesiony na stanowisko pronuncjusza w Zairze, a w czerwcu 1977 powrócił do pracy w Watykanie; został sekretarzem Administracji Patrymonium Stolicy Świętej. W latach 1988–1995 był nuncjuszem we Francji, a od czerwca 1995 pro-prezydentem Administracji Dóbr Stolicy Apostolskiej. Brał udział w sesjach Światowego Synodu Biskupów w Watykanie.
21 lutego 1998 Jan Paweł II wyniósł go do godności kardynalskiej, z diakonią S. Agnese in Agone. Po nominacji kardynalskiej Antonetti został pełnoprawnym przewodniczącym Administracji Dóbr Stolicy Apostolskiej, ale ze względu na osiągnięcie wieku emerytalnego (75 lat) zrezygnował z tego stanowiska już w listopadzie 1998. Został wówczas mianowany delegatem papieskim przy patriarchalnej bazylice św. Franciszka w Asyżu. Reprezentował Jana Pawła II na uroczystościach 900-lecia opactwa Notre-Dame w Cîteaux (Francja, październik 1998) w charakterze specjalnego wysłannika.
W lipcu 2002 ukończył 80 lat i utracił prawo udziału w konklawe.